# Eriogonum soliceps
Eriogonum soliceps är en slideväxtart som beskrevs av Reveal & Björk. Eriogonum soliceps ingår i släktet Eriogonum och familjen slideväxter. Inga underarter finns listade i Catalogue of Life.